# Algona (Washington)
Algona é uma cidade localizada no estado norte-americano de Washington, no Condado de King.

## Demografia
Segundo o censo norte-americano de 2000, a sua população era de 2 460 habitantes. 
Em 2006, foi estimada uma população de 2 692, um aumento de 232 (9.4%).

## Geografia
De acordo com o United States Census Bureau tem uma área de 3,5 km², dos quais 3,5 km² cobertos por terra e 0,0 km² cobertos por água.

## Localidades na vizinhança
O diagrama seguinte representa as localidades num raio de 8 km ao redor de Algona. 